# 1420 в Україні

## Події
- Місту Дрищів (нині село Надрічне (Бережанська міська громада), Тернопільська область) надано магдебурзьке право
- Свидригайло Ольгердович дійшов з Вітовтом і Ягайлом до згоди та одержав Новгород-Сіверський і Брянський уділи, припинено номінальне князювання в Чернігові.

## Особи

### Народились
- Михайло Олелькович (1420—1481) — номінальний князь київський (1471—1481), князь слуцький (1455—1481), копильський (1443—1481), новгородський намісник (1470—1471).

## Засновані, зведені
- Перша згадка про село Жуків (Бережанський район, Тернопільська область) у зв'язку з наданням магдебурзького права.
- Перша писемна згадка про смт Дашів (Іллінецький район, Вінницька область)
- Теофіполь